# Walter Rothlauf
Walter Rothlauf es un deportista alemán que compitió para la RFA en vela en la clase Laser. Ganó una medalla de bronce en el Campeonato Europeo de Laser de 1980.

## Palmarés internacional
| Campeonato Europeo | Campeonato Europeo | Campeonato Europeo | Campeonato Europeo |
| Año                | Lugar              | Medalla            | Clase              |
| ------------------ | ------------------ | ------------------ | ------------------ |
| 1980               | Lemvig (Dinamarca) | Medalla de bronce  | Laser              |